# 사사키 노조미 (모델)
사사키 노조미(일본어: 佐々木 希, 일본어: Nozomi Sasaki, 1988년 2월 8일 ~ )는 일본의 패션 모델, 그라비아 아이돌, 배우, 가수이다.

## 연혁

### 2003 ~ 2006년
2003년 3월, 고향의 중학교 졸업 후 아키타 포러스(아키타시)에 입점한 ‘류코야 (流行屋 유행점[*])’에서 점원으로 근무하였다. 그러던 2005년, 슈에이샤의 청년만화잡지 《주간 영점프》의 전국 종단 아마추어 미소년 발견 그라비아 〈걸 콘테스트 JAPAN〉의 제작진이 우연히 사사키를 발견하고, 가게 주인에게 양해를 구한 후 사진촬영이 이루어졌다. 이 때 찍힌 사사키의 사진은 같은 해 6월 30일에 발매된 《주간 영점프》에 게재되었고, 이듬해 2006년 3월 9일에 발매된 동 잡지에서 초대 그랑프리를 수상한 것이 발표되었다.
동년 8월, 슈에이샤의 여성 패션 잡지 《PINKY》의 〈제2회 프린세스 PINKY 오디션〉에 응모, 4,290:1의 경쟁률을 뚫고 그랑프리를 수상하였다. 슈에이샤가 발행하는 잡지 중, 젊은 남성을 타깃으로 하는 그라비아 아이돌 콘테스트와, 젊은 여성을 타깃으로 하는 패션 모델 콘테스트에서 모두 최고상을 수상한 것은 전무후무한 일이며, 연예 기획사 10여 곳에서 러브콜이 잇따랐다. 때문에 슈에이샤가 각 기획사와의 면접을 준비, 《영점프》의 애독자였던 당시 매니저의 열의로 탑코트와 계약하였다. 그 후 ‘류코야’를 퇴직하고 상경했다.

### 2007년
1월, 슈에이샤의 소녀만화잡지 《마가렛》에 사사키의 신데렐라 스토리를 만화화한 〈걸 From 아키타 To 도쿄!!〉(나카타 미노루 작화)가 게재되었다. 같은 해부터 슈에이샤의 ‘금(金) 티아라 대상’ 응원 캐릭터로서도 활동한다. 한편 《PINKY》 전속 모델로 활동하던 5월에 발행된 7월호에서 스즈키 에미와 함께 처음으로 표지를 장식하였다. 5월 7일부터 공식 블로그 시작. 11월 21일에 발매된 Aqua Timez의 앨범 누군가의 지상화 수록곡 "B with U"의 뮤직 비디오에도 출연하였다.

### 2008년
3월 8일, 아키타방송 《좋은 여자!! 미인 육성 프로젝트》에 동향 출신의 도리이 미유키와 함께 출연하여, 아키타 사투리에 대해 이야기하는 ‘나마돌(ナマドル 사투리 쓰는 아이돌[*])’로 소개되었다. 3월 24일부터 WOWOW의 《Discover! UEFA EURO 2008》를 통해 전국 위성방송 데뷔. 또한 4월 4일부터 반년간 TOKYO MX의 《가린페이로eX》에 출연하였고, 5월 21일에는 후지 TV 《폭소 레드카펫》을 통해 전국 지상파 프로그램에 데뷔하였다.
텔레비전 프로그램 활동과 더불어, 1월에 발행된 《PINKY》 3월호에서는 처음으로 단독 표지를 장식하였고, 2월 4일에는 안, 스미레, VANESSA와 함께 일본 코카콜라 ‘소켄비차’ 광고에 출연하며 광고로도 데뷔하였다. 또한 9월 6일에는 도쿄 걸즈 컬렉션 2008 A/W에 출연하는 등 패션 모델로서의 캐리어를 쌓았으며, 8월 1일에는 첫 번째 사진집 〈Nozomi〉(슈에이샤), 9월 25일에는 첫 번째 DVD 〈Nozomi〉(리버풀)을 각각 발매하며 그라비아 아이돌로서의 활동도 이어간다.
11월 1일에 개봉한 《핸섬★수트》를 통해 배우로 데뷔하였으며, 이듬해 2009년 1월 13일부터 방송을 시작한 NTV 《신의 물방울》을 통해 연속극에 처음으로 출연하였다. 11월 14일에는 NTV 《레코☆Hits!》에서 기노시타 유키나와 함께 처음으로 MC를 맡았다.

### 2009년
3월 23일부터는 롯데제과 껌 ‘Fit's’ 광고가 전국을 대상으로 전파를 타기 시작하였고, 파파야 스즈키가 착안한 독특한 안무가 화제가 되어, 안무를 따라한 동영상을 유튜브에 업로드 해 재생 횟수를 다투는 ‘Fit's 댄스 콘테스트’가 개최되기에 이르렀다.
티니샤 켈리의 러브콜을 받고, 4월 22일에 발매된 첫 번째 앨범 ‘The Chronicles of TK’의 앨범 자켓을 공동으로 제작하였다. 7월 21일 ~ 8월 20일, 일본잡지협회 〈잡지 애독월간〉의 이미지 캐릭터를 맡아, 300여개의 잡지에 등장하였다. 11월 7일에 개봉한 《천사의 사랑》을 통해 영화 단독 주연을 맡는다.

### 2010년
1월부터 《PINKY》의 휴간에 따라 슈에이샤의 또다른 여성 패션 잡지 《non-no》의 전속 모델로 활동을 시작한다. 4월 28일, 온라인에서 자신의 패션 브랜드 ‘Cotton Cloud (코튼 클라우드)’ 판매를 시작하였다. 7월 21일에는 자신이 출연하는 ‘Fit's’의 광고 음악 멜로디를 사용한 싱글 “씹으면 후냥 (噛むとフニャン feat.Astro)”을 발매하며 가수로도 데뷔하였다. 또한 10월 4일에는 후지 TV 《모리타 가즈요시 아워 와랏테이이토모!》 목요일 고정 패널로 출연하기 시작하였다.
11월 25일에는 아키타를 PR하기 위해 아키타 현이 신설한 ‘아키타 미의 나라 대사(大使)’에 가토 나쓰키(유리혼조시 출신)와 함께 위촉된 것이 발표되었다. 발표 후 아키타 현지사 사타케 노리히사는 두 명의 대사를 ‘슈퍼 아키타 미인’이라고 칭하였다.
또한 같은 해, 미국의 영화 정보 사이트 〈TC Candler〉가 인터넷 유저를 대상으로 한 ‘가장 아름다운 얼굴 100인’ 투표 랭킹을 발표하였고, 이 투표에서 사사키는 일본인 중 유일하게 선출되었으며, 33위에 랭크되었다.

### 2011년
9월, 1년 동안 레귤러 출연했던 《와랏테 이이토모!》를 졸업하였다.

## 인물
- 특기는 리듬 체조.
- 취미는 음악 감상, 분홍색&반짝이는 물건 수집.
- PINKY 모델로 같이 활동한 기노시타 유키나(木下優樹菜), Riena(Riena)와 친하다.
- 치와와(마론)와 토이 푸들(루나, 에루마)을 키운다.
- 요미우리 자이언츠의 팬.[22]

## 출연

### 드라마
- 2009년 《신의 물방울》 - 세라 역
- 2010년 《쉐이킹BABY!》 - 세오 사쿠라코 역
- 2010년 《바른생활 사나이》 - 가야시마 유키에 역
- 2010년 《스모 걸!》 - 와카바야시 히카리 역
- 2010년 《사자에상3》 - 하나자와 하나코 역
- 2011년 《프러포즈 형제~태어난 순서별 남자가 결혼하는 방법~》 - 와타나베 미나미 역
- 2011년 《괴도로얄》 - 시스터 스네이크 역 (우정 출연)
- 2011년 《화차》 - 신조 교코 역
- 2012년 《도쿄 에어포트~도쿄 공항 관제 보안부~》 - 사카이 마나 역
- 2013년 《 날씨언니]》 - 하시모토 아카네 역
- 2014년 《호시 신이치 미스터리 SP: 霧の星で》- 스튜어디스 역

### 영화
- 2008년 《핸섬★수트》 - 레미 역
- 2009년 《천사의 사랑》 - 오자와 리오 역
- 2012년 《아프로 다나카》 - 가토 아야 역
- 2015년 《주온: 더 파이널》 - 유이 역

### 고정 버라이어티
- 《레코☆HITS!》 (2009년 1월 ~ ) - MC
- 《DREAM・K-1 WORLD MAX》 (2009년 4월 ~ ) - 메인 캐릭터
- 《구루구루 나인티나인》 (2010년 1월 ~ )
- 《세계! 탄환 트래블러》 (2011년 10월 1일 ~ ) - MC

과거 방영 및 종영
- 《Discover! UEFA EURO 2008TM》 - EURO QUEEN
- 《가린페이로eX》 - 사회
- 《동물 기상천외!》 (2008년 10월 ~ 2009년 3월)
- 《로즈 오닐 큐피》 - 내레이션
- 《격투왕자》 (2009년 4월 ~ 2010년 3월) - MC
- 《와랏테이이토모!》 (2010년 10월 7일 ~ 2011년 9월 29일)
- 《와랏테이이토모! 증간호》 (2010년 10월 10일 ~ 10월 2일)

### 광고·이미지 캐릭터
현재 출연 중
- 프로토 코퍼레이션 "Goo" (2009년 -)
- 롯데제과
  - "듀얼" (2011년 -)
  - "쿠릿슈" (2010년 -)
  - "B can" (2014년 11월 -)
- 카오(Kao)
  - "에센셜 데미지 케어" (2010년 -)
  - "리제 푸리티아 거품 염색" (2011년 12월 -)
  - "소피 오브 쿠튀르" (2011년 12 월 -)
  - "에센셜 집중 보수 헤어 팩" (2013년 3 월 -)
  - "소피 젠느" (2013년 10월 -)
- 후지 필름
  - "FinePix" (2010년 -)
  - "후지 엽서" (2010년 12월 -)
  - "후지 연하 엽서" (2011년 12월 -** "설날을 찍어보자" (2010년 -)
  - " + 체키 " (2013년 3월 -)
  - "instax mini 90" (2013년 12월 -)
  - "스마트 폰 de 체키" (2014년 1월 -)"
  - "PHOTO IS 30,000명의 사진전" (2014년 3월 -)
  - "동영상 포토! 서비스" (2014년 6월 -)
- 로토제약
  - "OXY " (2010년 -)
  - "로토리세 세안 약" (2010년 -)
  - "로토나노아이 클리어 샷" (2013년 10월 -)
- 산토리 음료
  - "칼로리" (2010년 -)
  - "칵테일 칼로리." (2010년 -)
- 아키타현 "아키타 미의 나라대사" (2010년 -)
- 아오야마 상사 "양복의 아오야마" (2010년 -)
- 윌컴(WILLCOM) "누구와도 정액" (2010년 12월 -)
- 베드로 "베드로 드레싱" (2011년 -)
- 닌텐도 "FabStyle" (2011년 -)
- GREE "낚시★스타" (2014년 6월 -)

과거에 출연
- 일본 코카콜라 "소켄비차" (2008년)
- So-net (2008년)
- 아크네스 부동산 "록키 타운 도코로노" (2009년)
- 파르코(PARCO) "PARCO SWIM DRESS" (2009년)
- 롯데제과
  - "가나 초콜릿" (2010년)
  - "Fit 's " (2009년 - 2013년)
- 산토리 음료
  - "럭키 사이다" (2009년)
  - " BOSS FIRST CLASS" (2009년)
- 트라이 엄프 인터내셔널 재팬 "AMO 'S STYLE" (2010년)

광고 이미지 캐릭터
- 아키타현 국민 건강 보험 연합회 (2008년)
- 일본 잡지 협회 "잡지 애독 월간" (2009년)
- 후쿠스케 "f * ing" (2010년)
- SEIKO "TISSE" (2010년 -)
- FILA 이미지 캐릭터 (2012년 -)
- ACE "Jewelna Rose" 이미지 뮤즈 (2013년 8월 -)

### 뮤직 비디오
- Aqua Timez 〈B with U〉
- 오토나 모드 〈사요나라와 사요나라〉(さよならはさよなら)
- Lil'B 〈츠나이다테〉(つないだ手)

### 패션쇼
- 도쿄 걸즈 컬렉션2008 A/W (2008년 9월 6일)
- 도쿄 걸즈 컬렉션2009 S/S (2009년 3월 7일)
- 고베 컬렉션2009 A/W (2009년 8월 29일)
- 도쿄 걸즈 컬렉션2009 A/W (2009년 9월 5일)
- 도쿄 걸즈 컬렉션2010 S/S (2010년 3월 6일)
- Girls Award 2010 (2010년 5월 22일)

## 작품

### 사진집
- nozomi (2008년 8월 1일, 슈에이샤, 촬영 : Takeo Dec.) ISBN 978-4-08-102075-1
- 사사키 노조미 in 《천사의 사랑》 (2009년 10월 31일, 가토카와 미디어 하우스, 촬영 : 고바야시 유이치로) ISBN 978-4-04-894924-8
- Non (2009년 11월 21일, 슈에이샤) ISBN 978-4-08-780546-8
- 사사키 노조미×기요카와 아사미 콜라보레이션 사진집 PRISM (2010년 3월 19일, 겐도샤) ISBN 978-4-344-01801-3
- Non♡non (2011년 12월 1일, 슈에이샤) ISBN 978-4-08-780634-2

### 달력
- 사사키 노조미 2010년 캘린더 (2009년 10월 28일, 하고로모) ASIN B002M3487Y
- 사사키 노조미 2011년 캘린더 (2010년 11월 10일, 하고로모) ASIN B003YJFG9Y
- 사사키 노조미 2012년 캘린더 (2011년 10월 12일, 하고로모) ASIN B005GT7846
- 사사키 노조미 탁상용 2012년 캘린더 (2011년 10월 5일, 하고로모) ASIN B005GT7AO4

### DVD
- WEEKLY YOUNG JUMP PREMIUM DVD 《nozomi》 (2008년 9월 25일, 리버풀)
- 《「DOLLY」》 (2009년 4월 1일, 리버풀)
- 《모두, 편의점》 (いずれも、コンビニエンスストア (세븐일레븐, 서클K Thanks)

### 음반
1. 카무토후냥 feat.Astro (噛むとフニャン - )
  - (2010년 7월 21일)
2. 징 징 징글벨 feat.Pentaphonic (ジン ジン ジングルベル - )
  - (2010년 11월 24일)
3. 파페피푸♪파페피푸♪파페피푸포♪ (パペピプ♪パピペプ♪パペピプポ♪)
  - (2011년 10월 26일)
  - 애니메이션 《벨제바브》(요미우리 TV) 2011년 10월 2일 방송분부터 닫는곡 테마.

## 잡지
- PINKY (슈에이샤)
  - 전속 모델
- non-no (슈에이샤)
  - 고정 모델
- Oggi (쇼가쿠칸)
  - 고정 모델
- 주간 영점프 (슈에이샤)
- 주간 TV 가이드 (2008년 1월 ~ 6월)